# Micubiši 1MT
Micubiši 1MT byl japonský jednomístný trojplošný torpédový bombardér vyráběný společností Mitsubishi pro Japonské císařské námořní letectvo. Byl navržený Herbertem Smithem, bývalým konstruktérem firmy Sopwith, pro použití na palubě letadlové lodi Hóšó.
Typ 1MT1N poprvé vzlétl v srpnu 1922 a do služby byl zařazen pod označením námořní palubní útočný letoun typ 10. Vzniklo 20 kusů, ale stroj byl náročný na pilotáž a neschopný operovat z letadlové lodi s podvěšeným torpédem. Letouny byly brzy staženy ze služby a sešrotovány.

## Uživatelé
- Japonské císařství
  - Japonské císařské námořní letectvo

## Specifikace

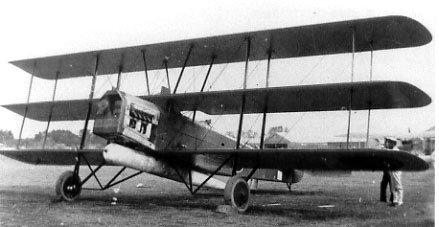
1MT s podvěšeným torpédem

Údaje podle

### Technické údaje
- Osádka: 1
- Délka: 9,78 m
- Rozpětí křídel: 13,26 m
- Výška: 4,46 m
- Nosná plocha: 43 m²
- Hmotnost prázdného stroje: 1 370 kg
- Vzletová hmotnost: 2 500 kg
- Pohonná jednotka: 1 × dvanáctiválcový motor s válci do W Napier Lion
- Výkon pohonné jednotky: 450 hp (336 kW)

### Výkony
- Maximální rychlost: 209 km/h
- Praktický dostup: 6 000 m

### Výzbroj
- 1 × 800kg torpédo ráže 457 mm